# 索尼Xperia sola
Sony Xperia sola是日本索尼移動於2012年推出的，採用Android操作系统的中階智能手機，屬於Xperia NXT系列，於2012年国际消费电子展發佈，其市場定位介乎Xperia P與Xperia U之間，特色為採用懸浮觸控技術。

## 硬件
規格採用1 GHz STE U8500 雙核心處理器、內建8 GB快閃記憶體，3.7 吋防刮TFT觸控顯示屏，480 x 854像素，支援1600萬色，採用Mobile BRAVIA顯示引擎；設有後置500萬像素鏡頭，具有自動對焦功能，提供16倍數碼變焦及LED閃光燈。
Sony Xperia sola是首部採用懸浮觸控技術的智能手機，使用者可無需直接觸碰手機屏幕，於屏幕 15 mm 距離內以手指懸浮操控手機，以類似電腦滑鼠的操作方式選取項目。Sony Xperia sola升上 Android 4.0 ICS 系統後，將會加入「Glove mode」模式，可讓用家帶著手套也可操控手機；並支援 NFC 近場通訊技術，隨機附送2個 SmartTags。

## 軟件
Sony Xperia sola推出時採用Android 2.3操作系統，索尼已提供Android 4.0.4的軟件升級。
未來將無法升級。

## 顏色
顏色包括：
| 顏色 | 名稱 | 英語  |
| ---- | ---- | ----- |
|      | 黑色 | Black |
|      | 白色 | White |
|      | 紅色 | Red   |

## 外部連結
- Xperia™ sola - 索尼官方網站 中文 （页面存档备份，存于）